# Požega (Zlatibor)
Požega (Servisch: Пожега) is een gemeente in het Servische district Zlatibor.
Požega telt 32.293 inwoners (2002). De oppervlakte bedraagt 426 km², de bevolkingsdichtheid is 75,8 inwoners per km².

## Plaatsen in de gemeente
| - Bakionica - Velika Ježevica - Visibaba - Vranjani - Glumač - Godovik - Gornja Dobrinja - Gorobilje - Gugalj - Donja Dobrinja - Dražinovići | - Duškovci - Zaselje - Zdravčići - Jelen Do - Kalenići - Lopaš - Loret - Ljutice - Mađer - Mala Ježevica - Milićevo Selo | - Mršelji - Otanj - Papratište - Pilatovići - Požega - Prijanovići - Prilipac - Radovci - Rasna - Rečice - Roge | - Rupeljevo - Svračkovo - Srednja Dobrinja - Tabanovići - Tvrdići - Tometino Polje - Tučkovo - Uzići - Čestobrodica |

## Geboren
- Srđan Mijailović (10 november 1993), voetballer